# Lista de episódios de The Amazing Spider-Man
The Amazing Spider-Man foi uma série de televisão baseada no personagem da Marvel Comics Homem-Aranha, de Stan Lee e Steve Ditko. Nicholas Hammond interpreta Peter Parker / Homem-Aranha, sendo a estrela da série entre 1977 e 1979.

## Filme piloto
Antes do lançamento da série, um telefilme piloto foi lançado em 1977.

## Episódios
Para seu lançamento em formato VHS, vários episódios da série foram combinados em pares. Por exemplo, "Photo Finish Part 1 e Part 2" e "A Matter of State Part 1 e Part 2" foram combinados em uma fita VHS e apresentados como um único episódio filme-comprimento. Para facilitar o salto entre as duas histórias não relacionadas em cada lançamento, a equipe de produção filmou novas cenas de ponte no Daily Bugle e as inseriu entre o conteúdo dos dois episódios combinados.Essas cenas nunca foram transmitidas, nem no percurso original da série, nem em qualquer repetição, Esta série foi exibida em Portugal em 1979 na RTP2, às terças-feiras, às 20 e 30, a seguir à abertura da emissão.

### Primeira Temporada
- O Homem-Aranha Ataca Novamente: Parte 1
- O Homem-Aranha Ataca Novamente: Parte 2
- A Maldição de Rava
- Night of the Clones
- Escort to Danger

### Segunda Temporada
- The Captive Tower
- A Matter of State
- The Con Caper
- O Testamento de Kirkwood
- Foto Reveladora
- Wolfpack
- The Chinese Web: Part 1
- The Chinese Web: Part 2